# Тарлаши
Тарлаши — село в Лаишевском районе Татарстана. Входит в состав Никольского сельского поселения.

## География
Находится в западной части Татарстана на расстоянии приблизительно 14 км по прямой на юг от Казани.

## История
Основано в период Казанского ханства. Упоминалось также как Покровское (по церкви, построенной в 1801 году).
Название происходит из чувашского языка «Тар лаши» — «Беглая лошадь».

## Население
Постоянных жителей было: в 1782—196 (душ мужского пола), в 1859—894, в 1897—1495, в 1908—1719, в 1920—1908, в 1926—2398, в 1949—894, в 1958—665, в 1970—414, в 1979—248, в 1989—136, в 2002 — 86 (русские 98 %), 59 — в 2010.